# Giorgio Compiani
Giorgio Compiani (Parma, 15 ottobre 1915 – Cielo del Mediterraneo, 14 giugno 1942) è stato un militare e aviatore italiano, decorato di Medaglia d'oro al valor militare alla memoria nel corso della seconda guerra mondiale.

## Biografia
Nacque a Parma il 15 ottobre 1915, e dopo aver compiuto gli studi magistrali a Reggio Emilia, nel febbraio 1936 si arruolò nella Regia Aeronautica con il grado di Allievo sergente pilota. Entrato in servizio presso il 21º Stormo di stanza all'Aeroporto di Padova, fu promosso sergente nel novembre successivo, e nel gennaio 1937 partì volontario per combattere nella guerra civile spagnola. Rientrò in Patria l'anno successivo entrando in servizio nel 19º Stormo Bombardamento Terrestre per essere quindi congedato il 17 marzo 1938. Ritornò in servizio attivo, dietro esplicita domanda, nel gennaio 1939. Nel giugno 1940 fu assegnato alla Scuola Bombardamento, e dopo la promozione a sergente maggiore, a partire dal settembre 1941 frequentò la Scuola di pilotaggio per aerosiluranti. In seguito fu assegnato alla 252ª Squadriglia del 46º Stormo, partendo per la Libia nel dicembre dello stesso anno. Rientrato in Italia a causa di un'ulcera duodenale, fu assegnato all’aeroporto di Pisa, ma rifiutò di farsi ricoverare in ospedale, e fingendo di essersi ristabilito rientrava al suo reparto, la 253ª Squadriglia, 104º Gruppo, 46º Stormo. La mattina del 14 giugno 1942 decollò con il suo Savoia-Marchetti S.79 Sparviero ai cui comandi vi era il tenente Mario Ingrellini. I due erano decisi a colpire la portaerei Eagle con il proprio siluro in dotazione al velivolo.
Insieme ad altri 31 aerosiluranti e 18 bombardieri decollati dalla Sardegna, il 14 giugno gli aerei italiani attaccarono il convoglio Harpoon, affondando il piroscafo Taninbar e danneggiando gravemente l’incrociatore leggero Liverpool. L’aereo di Ingrellini e Compiani attaccò la portaerei Eagle, lanciando il proprio siluro da una distanza si 366 m e ad una quota di 36 m. Hopo il lancio dell’arma l'S.79 si mise su una rotta di scampo, ma fu colpito dal fuoco antiaereo della Eagle, coadiuvato da quello del cacciatorpediniere Icarus, e si incendiò precipitando in mare con la morte di tutto l’equipaggio. Sia lui che Ingrellini vennero decorati dapprima con la Medaglia d'argento al valor militare alla memoria, successivamente trasformata in Medaglia d'oro, mentre gli altri membri dell’equipaggio ricevettero quella d'argento.

### Annotazioni
1. ↑  Prima di decollare Compiani lasciò al suo comandante di reparto, ai suoi commilitoni ed ai propri genitori, alcune lettere in cui, oltre a riaffermare il proprio amore per la Patria, dichiarava che sarebbe rientrato alla base solo dopo aver colpito con un siluro il fianco della portaerei avversaria.
2. ↑  Per dare risalto alle sue parole scrisse il nome della nave nemica sul grasso che ricopriva la testa di guerra del siluro.
3. ↑  Si trattava del 1º aviere armiere Ido Valentini, e degli avieri scelti motorista Francesco Pirro, e marconista Giuseppe Bazzicchi.

### Fonti
1. 1 2 3  Ufficio Storico Stato Maggiore dell'Aeronautica 1969, p. 155.
2. 1 2  Mattioli 2014, p. 48.
3. 1 2  Mattioli 2013, p. 30.
4. 1 2 3  Mattioli 2013, p. 31.
5. 1 2 3 4 5 6 7  Mattioli 2014, p. 49.
6. ↑  Mattioli 2013, p. 32.
7. ↑  Bollettino Ufficiale 1948, disp. 6, p. 341, e Bollettino 1959, suppl. 7, p. 263.
8. ↑  Bollettino Ufficiale 1943, disp. 5, p. 246, e disp. 19, p. 1182.

### Periodici
- Marco Mattioli, Volontà di vittoria, in Aerei nella storia, n. 89, Parma, West-Ward Edizioni, aprile-maggio 2013,  pp. 30-33, ISSN 1591-1071 (WC · ACNP).